# Штуровский вариант словацкого литературного языка

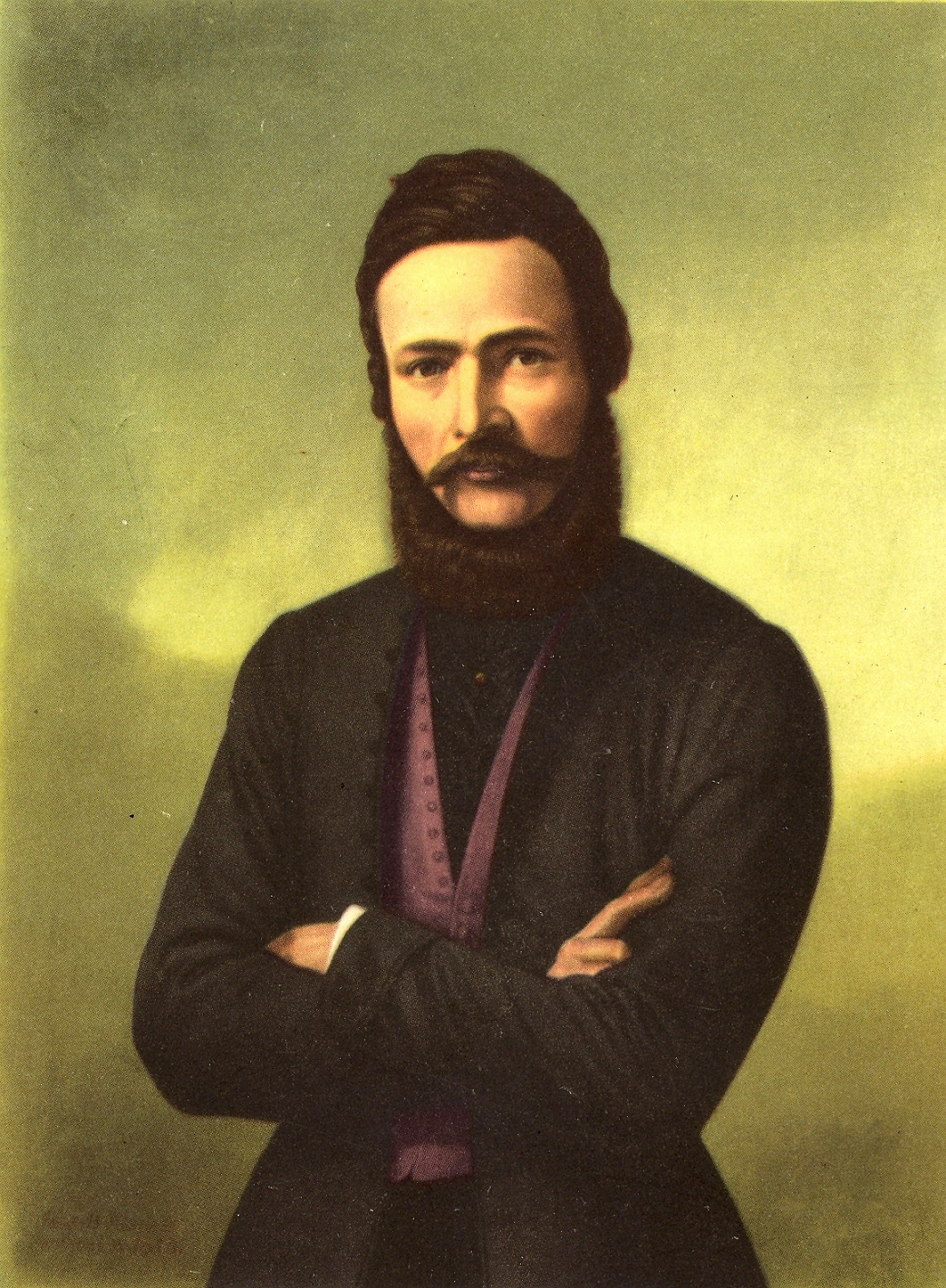
Л. Штур

Шту́ровский вариа́нт слова́цкого литерату́рного языка́ (также словацкий язык в кодификации Штура, штуровщина; словац. štúrovčina, štúrovská spisovná slovenčina, štúrovská kodifikácia spisovnej slovenčiny, štúrovská slovenčina) — второй вариант кодификации словацкого литературного языка, осуществлённый в середине XIX века благодаря усилиям Л. Штура, Й. М. Гурбана и М. Годжи. В отличие от первой кодификации словацкого языка А. Бернолака, разработанной в конце XVIII века, представляющей собой систему преимущественно западнословацкого типа, основой штуровской нормы стали черты среднесловацкого интердиалекта, носителями которого являлись представители образованной части населения Средней Словакии. Первые произведения на штуровщине были опубликованы в 1844 году. Для штуровского варианта словацкого литературного языка был выбран фонетический принцип правописания.
Кодификация Л. Штура носила прескриптивный характер, так как ко времени создания литературной нормы достаточно развитая письменность на языке среднесловацкого типа отсутствовала. В то же время первые произведения на штуровщине появились ещё до публикации работ Л. Штура.
В 1851 году языковая кодификация Л. Штура была реформирована, по предложениям
М. Годжи и М. Гатталы в штуровщину были внесены изменения и дополнения. Обновлённый вариант словацкой литературной нормы (отражённый в «Краткой словацкой грамматике» 1852 года) был утверждён собравшейся в Братиславе группой ведущих представителей протестантского и католического течений Словакии. Эта норма стала единой для всех словаков, она сохранилась в основном до настоящего времени, несмотря на ряд последующих уточнений и модификаций.

## Предпосылки кодификации
Впервые словацкий литературный язык был кодифицирован в конце XVIII века католическим священником А. Бернолаком, его основой стал западнословацкий интердиалект, сочетающий в себе главным образом западнословацкие диалектные особенности и черты чешского литературного языка. Данная языковая реформа была принята только словаками католического вероисповедания. Протестантская часть словацкого общества продолжала пользоваться чешским литературным языком. Таким образом, с конца XVIII века до середины XIX века на территории Словакии сложилась ситуация, при которой конкурировали два литературных языка, связанных с развитием словацкой национальной культуры — бернолаковский словацкий и чешский.
Литературно-письменное двуязычие было следствием двух противоположных тенденций, сложившихся в словацком обществе по отношению к вопросу языка к концу XVIII века. Первая из них была характерна для протестантского населения Словакии, которое было тесно связано с чешским языком и культурой (чешский язык, в частности, был языком литургии для словацких протестантов) и придерживалось точки зрения о культурном и языковом единстве чехов и словаков. Словаки-протестанты стремились сохранить в качестве литературного языка чешский (как общий литературный язык чехов и словаков). Вторая тенденция была распространена среди интеллигенции словаков-католиков и характеризовалась идеями самостоятельности словацкой нации и их языка.
В условиях противостояния двух концепций развития словацкой национальной культуры в словацком обществе развернулась полемика, затрагивающая в частности и вопросы национального литературно-письменного языка. Протестанты считали чешский язык единственно возможным средством развития словацкой литературы, фактором, объединяющим культуры двух народов и сплачивающих словаков в противостоянии мадьяризации, они отвергали бернолаковщину, одним из её активных критиков был Ю. Рибаи, выступавший против письменности на словацкой основе уже в 1790-х годах. Реформа А. Бернолака, разъединяющая два народа, объявлялась протестантами «вредной». На рубеже XVIII—XIX веков словацкие протестанты (Ю. Рибаи, И. Палкович, Б. Таблиц) во многом в ответ на активную деятельность бернолаковского «Словацкого учёного товарищества» неоднократно предпринимали попытки организовать общество, целью которого стала бы популяризация чешского языка в Словакии. В 1803 году они организуют «Институт чехословацкой литературы и языка» при евангелическом лицее в Братиславе.
В 1820—1830-х годах отмечаются попытки контактов протестантского и католического обществ Словакии в стремлении найти решение языкового вопроса. Словаки пришли к пониманию того, что для успеха национально-освободительного движения, полноценного развития культуры и просвещения необходима консолидация словацкой нации и единый для всех словаков литературный язык.
Среди представителей словацкого протестантского общества появляются деятели, понимающие, что чешская библитчина сильно расходится с народно-разговорной речью словаков и является сложной для простого народа Словакии, они стали допускать отступления от неизменного следования нормам чешского языка, но при этом продолжали отрицать бернолаковщину и любые попытки создания нормы на основе родной речи. Так, Я. Коллар и П. Й. Шафарик решили внести в чешский язык элементы словацкого языка, создав в 1820-х годах так называемый «чешско-словацкий» литературный язык, или стиль. Этот компромиссный вариант литературной нормы по их мнению должен был быть более понятен для простого народа, сблизить позиции протестантов и католиков, и при этом сохранить национально-культурное и литературно-языковое единство чехов и словаков. Данная норма не была принята ни в Чехии, ни в Словакии. От неё позднее отказались и сами авторы, вернувшись в своих работах к чешскому языку.
Словаки-католики, сторонники реформы А. Бернолака также были готовы на компромисс. Так, М. Гамульяк и Я. Геркель допускали возможность сближения бернолаковской нормы с чешским языком или же со среднесловацким диалектом, но продолжали считать при этом, что основой литературного языка словаков должна быть бернолаковщина.
В 1834 году впервые словаки-протестанты и словаки-католики создали совместную организацию — в Пеште было основано «Общество любителей словацкого языка и литературы» — его председателем стал Я. Коллар, а секретарём М. Гамульяк. В 1835—1840 годах общество издавало альманах Zora, в котором материалы печатались на чешском (в разных вариантах), чешско-словацком и бернолаковском словацком языках. Таким образом, между словаками разных конфессий наметилось сотрудничество, литературные нормы были признаны равноправными, но это всё ещё не решало вопроса единства литературного языка — каждая из сторон видела в качестве основы объединения свой язык, кроме того, полемика сторонников чешского и бернолаковского языков периодически возобновлялась.

## Языковая реформа Людовита Штура
В 1840-х годах проблема единого литературного языка для словаков стала ощущаться острее в условиях изменения общественно-политической ситуации в Словакии — произошло усиление движения национального словацкого возрождения, расширилась его социальная база, оно уже не ограничивалось решением только культурно-языковых вопросов. Росту национального движения словаков способствовала необходимость противостояния нарастающим процессам мадьяризации. Всё шире в Венгрии распространялась концепция единого венгерского государства и единой венгерской нации, венгерский язык был объявлен официальным и стал единственным языком обучения в Венгерском королевстве (за исключением Хорватии). Власти Венгрии с ещё большей враждебностью стали относиться к национальному движению этнических меньшинств в стране.
Языковая ситуация в Словакии в 1840-х годах оставалась очень сложной и запутанной. Католики продолжали пользоваться бернолаковщиной, причём ряд авторов в эту норму стали вносить изменения. Протестанты отдавали предпочтение чешскому языку, который был распространён в различных вариациях с отличиями в орфографии и грамматике. В этот период отмечалась попытка ввести особый чешско-словацкий язык, окончившаяся неудачей. Также продолжала появляться литература на региональных культурных интердиалектах и различных словацких говорах. Кроме того, словаки продолжали пользоваться в качестве литературных языков латинским, венгерским и немецким. Среди всех литературно-письменных вариантов доминирующими языками были чешский и бернолаковский словацкий. Национальное словацкое движение нуждалось в языковом единстве. В этот период был предложен новый вариант литературного языка, базирующегося на родной словацкой речи. Автором этой кодификации стал представитель словацкого национально-освободительного движения Л. Штур.
В 1840-х годах Л. Штур издаёт свои основные лингвистические исследования, которые стали теоретической базой и идеологическим обоснованием для новой кодификации словацкого языка. Идея создания новой нормы словацкого языка возникла у Л. Штура и его единомышленников в конце 1842 — начале 1843 годов в связи с намерением издавать газету для словаков политической направленности. Будучи протестантами Л. Штур и его соратники в качестве литературного использовали чешский язык (в один из периодов своей деятельности Л. Штур перешёл к использованию чешско-словацкого литературного стиля), на чешском и предполагалось издавать новую газету, допускалась также возможность печатать часть материалов на бернолаковщине, кроме того, возник замысел нормирования словацкого языка в другом варианте, отличном от бернолаковского. В процессе длительных обсуждений наилучшим решением было признано создание нового словацкого литературного языка, а издание газеты стало расцениваться как удобный способ пропаганды нового языка. На совещании, в котором приняли участие Л. Штур, Я. Францисци-Римавский, Я. Калинчак, С. Возар, Я. Ловинский и С. Штур, 14 февраля 1843 года было принято решение о новой кодификации словацкого языка. 17 июля этого же года в селе Глбоке прошло ещё одно совещание, на котором обсуждались вопросы предстоящей языковой реформы, в нём приняли участие Л. Штур, М. М. Годжа и Й. М. Гурбан. После этого совещания состоялась встреча его участников с поэтом Я. Голлым, одним из наиболее известных сторонников бернолаковского варианта словацкого литературного языка, и рассказали ему о своих планах. Окончательное решение о создании нового словацкого литературного языка было принято в августе 1844 года на заседании словацкого культурно-просветительского общества «Татрин» в городе Липтовски Микулаш, на котором Л. Штуру поручили создать грамматику новой литературной нормы.

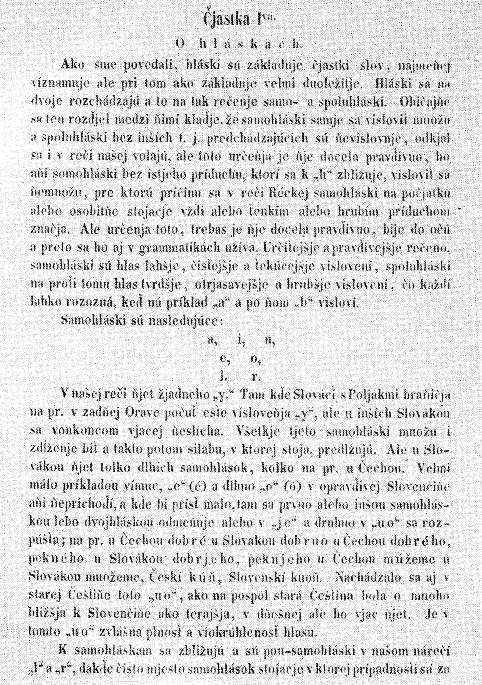
Страница из книги Л. Штура
Nauka reči slovenskej (1846)

Уже в 1844 году на штуровском варианте словацкой литературной нормы появляются поэзия и научные публикации: стихотворение Я. Францисци-Римавского Svojím vrstovníkom na pamiatku и второй том научно-литературного альманаха Nitra, который издавал Й. М. Гурбан (первый том был написан на чешском языке). В 1845 году появилось «Объявление» об издании газеты на словацком языке, в котором Л. Штур предполагает, что венгры, сами добившиеся прав для венгерского языка, позволят и словакам выпускать печатные издания на родном языке, рассматривает вопрос преодоления словаками письменного двуязычия, предлагая остановить выбор в пользу родного языка, обращаясь при этом прежде всего к словакам-протестантам, а также рассматривает вопрос диалектной основы словацкой литературной нормы.
«Словацкая национальная газета» (Slovenskje národňje novini) с литературным приложением «Орёл Татаранский» (Orol Tatránski) — первая газета на словацком языке была выпущена в 1845 году и издавалась до 1848 года. Л. Штур и его сторонники публиковали в этой газете статьи, раскрывающие основные идеи движения словацкого национального возрождения, касающиеся социально-экономических, политических и культурных его аспектов.
В статье Hlas k rodákom (1845), в книгах «Словацкое наречие или необходимость писать на этом наречии» (Nárečja slovenskuo alebo potreba písaňja v tomto nárečí) (1946) и «Наука словацкого языка» (Nauka reči slovenskej) (1946) Л. Штур доказывает необходимость своей языковой реформы, говорит о самостоятельности и уникальности словацкого народа и его языка, стремится показать выбор родного языка как единственно возможный для словацкого национального возрождения, для просвещения словаков, для сплочения словацкой нации — сближения патриотических сил разных конфессий и сближения представителей интеллигенции и простого народа. Обосновывая положения своей кодификации Л. Штур проводит исследования, пытаясь выяснить является ли словацкий диалектом (rozličnorečja) чешского языка, как считалось в то время, или представляет собой самостоятельный славянский язык. Только лишь после того, как он убедился в том, что словацкий язык отдельный от чешского, во многом отталкиваясь от положения о национальном своеобразии словаков, Л. Штур отметил, что появился смысл вводить письменность на словацком языке и отказаться от использования чешского языка. Со времён учения Я. Коллара о четырёх славянских «племенах» (польском, русском, чехословацком и иллирийском) в представлениях о славянском народе произошли значительные изменения. Так, Л. Штур выделял в составе единого славянского народа уже одиннадцать «племён» со своими особыми языками: великорусов, малорусов; болгаров, сербов; хорватов, словинцев, поляков, чехов, верхних лужичан, нижних лужичан и словаков. В концепции Л. Штура словаки уже не входили в состав чехословацкого «племени», а представляли обособленную часть славян. По его мнению, развитие культуры и языка каждого из славянских «племён» способствует «процветанию» славянского народа, укреплению его единства и развитию его многообразной культуры.
Наше словацкое наречие обладает такими достоинствами, такими богатствами и сокровищами, каких, пожалуй, не имеет ни одно славянское культурное наречие.
Нередко в описании словацкого языка, его черт и отличий от чешского и других славянских языков Л. Штур и его единомышленники приводили не только научную аргументацию, а возвышенно-романтические характеристики: «более пригодный для поэзии», «самый совершенный, самый красивый» и т. п. Подобное восприятие качеств словацкого языка сторонники штуровского варианта кодификации использовали и для его популяризации среди словаков. Они подчёркивали в своих работах то, что наличие собственного языка для любой нации является главенствующим признаком, проявлением её духовности, средством для выражения её своеобразия. По словам Л. Штура «только язык делает нацию нацией, без него она была бы ничем; нация признаётся нацией лишь при условии, что она имеет собственный язык».
Рассматривая имеющую в своей основе западнословацкие черты бернолаковщину как важный этап на пути становления словацкого литературного языка, Л. Штур считал тем не менее, что дальнейшее использование языка А. Бернолака бесперспективно, поскольку он не отражает «чистую» народно-разговорную речь так, как её отражает, базирующаяся на среднесловацком диалекте, новая словацкая языковая норма.
Л. Штур осознавал, что создание литературного словацкого языка является длительным и сложным процессом, при этом он полагал, что литературный язык не должен формироваться беспорядочным смешением разнодиалектных черт, в основе литературной нормы, по его мнению, должны лежать языковые формы одного диалекта, представляющие реальную органичную языковую систему.

## Особенности литературной нормы
Обоснование своей языковой реформы наиболее полно представлено в работе Л. Штура «Словацкое наречие или необходимость писать на этом наречии» (1846).
Особенности новой литературной нормы, описание грамматики изложены в работе «Наука словацкого языка». В ней излагается кодификация различных уровней словацкого языка — фонетики, морфологии, синтаксиса, представлены также правила орфографии и орфоэпии. Основные признаки кодификации Л. Штура: прескриптивный (нормообразующий) характер; системный подход в описании языковой структуры и синхронное описание языковой системы. В основу штуровского варианта словацкого литературного языка легли общесловацкие и среднесловацкие языковые элементы. Правописание, фонетика и грамматика штуровской кодификации в ряде случаев отличалась от норм, принятых в современном словацком языке.

### Орфография
Для кодификации Л. Штура характерен фонетический принцип правописания. По такому же принципу строилось правописание и в кодификации А. Бернолака. При описании грамматических явлений в ряде случаев в штуровщине был использован также морфологический принцип. К числу основных особенностей правописания штуровской языковой нормы относятся:
- исключение, как и в бернолаковщине, из орфографической системы букв y и ý, так как произношение звуков на месте этимологических i (í) и y (ý) в словацком языке не различается, на месте y и ý рекомендовалось писать i и í: biť вместо byť, chiba вместо chyba;
- для орфографии штуровщины было характерно обозначение мягкости перед согласными при помощи диакритических знаков — ť, ď, ň как перед гласными a, o, u, i, e, так и перед дифтонгами ja, je: oťec, luďom, paňe, hosťja peňjazmí;
- дифтонги i̯a, i̯e, u̯o было предложено обозначать на письме при помощи диграфов ja, je, uo: prjaťel, mljeko, kuoň; при этом дифтонг i̯u обозначался на письме как ú (u долгое): božú, znameňú; в современном словацком языке вместо диграфа uo используется знак ô;
- впервые в словацком языке стали обозначаться на письме слогообразующие долгие плавные согласные: vlk, prskota, vĺča, bŕkať;
- для обозначаемых в кодификации А. Бернолака буквой ǧ согласного g, буквой g согласного j и буквой w согласного w, Л. Штур ввёл новые знаки g (вместо ǧ), j (вместо g) и v (вместо w);
- звук v обозначался буквой u в окончаниях существительных в форме родительного падежа множественного числа мужского рода и в форме творительного падежа единственного числа женского рода: králou, sluhou, časou; hroznou, svojou formou. В других случаях всегда писалось v, даже при произношении u: pravda, hlavňe.

### Фонетика
В кодификации Л. Штура система вокализма состояла из кратких гласных a, i, u, e, o, противопоставленных соответственно долгим гласным и дифтонгам á, í, ú, u̯o, i̯e. Кроме того, краткому a противопоставлялся также дифтонг i̯a. Долгие гласные é и ó, вошедшие в кодификацию А. Бернолака, в фонетическую систему штуровщины не были включены. Тем не менее, эти гласные допускались в иностранных и некоторых словацких словах. В кодификации Л. Штура отсутствовал гласный ä (широкий открытый e), представленный в современном словацком литературном языке. Л. Штур считал этот звук нехарактерным для словацкого языка, вместо него выступали звуки a и e: najme, mekí, vezeň (в современном словацком языке — najmä, mäkí, väzeň).
В глаголах прошедшего времени употреблялся звук u̯ наряду с l (bou̯, mau̯, robiu̯ с вариантами bol, mal, robil). Среди согласных выделялись аффрикаты dz и dž (hádzať, hádžem), что подчёркивало, в частности, отличие словацкого от чешского языка (házet, házejí). В кодификацию словацкого литературного языка был включён ритмический закон сокращения долгих слогов, встречающийся только лишь в среднесловацком диалекте: oňi slúža, hlása, kvjeťim. Согласно этому закону в слове не могут следовать два долгих слова друг за другом, даже если за долгим слогом грамматически должен следовать слог с долгим гласным или дифтонгом, он сокращается. В отличие от бернолаковской кодификации и современного словацкого языка в штуровской норме отсутствовала согласная ľ (мягкая l): laví, ňeďela, Л. Штур считал данную согласную неэстетичной и недостаточно распространённой в речи словаков.

### Грамматика
При описании грамматического строя нормы словацкого языка Л. Штур обращался к трудам таких словацких и чешских учёных, как П. Долежал, Й. Добровский, А. Бернолак, В. Ганка, П. Й. Шафарик и других. Он впервые ввёл в литературный стандарт ряд черт, характерных для народно-разговорной словацкой речи.
Особенности морфологии штуровского варианта словацкого литературного языка во многом сходны с морфологическими чертами современной нормы словацкого языка.
В числе основных отличий от морфологической системы современного словацкого литературного языка в штуровской кодификации выделяются:
- окончание -ja (на месте современного -je) у существительных среднего рода в формах именительного и винительного падежей единственного числа: zdravja, staveňja, šťesťja, požehnaňja, svedomja, lísťa;
- окончание -mí, -amí у существительных в форме творительного падежа множественного числа: susedmí, medveďmí, pánmi, prjaťelamí, dvoramí, sluhamí, rukamí;
- окончание -ú (на месте современного -iu) у существительных среднего рода в формах дательного падежа единственного числа: staveňú, znameňú;
- окончание -uo (на месте современного -é) у прилагательных среднего рода в формах именительного и винительного падежей единственного числа: dobruo, potrebnuo;
- наличие дифтонга -je (на месте современного -é) в окончаниях прилагательных в формах косвенных падежей: dobrje, dobrjeho, dobrjemu;
- формы инфинитива на -uvať (вместо современного -ovať): obetuvať, ukazuvať;
- причастия прошедшего времени типа vadnuv, kvitnuv, sadnuv на месте современных vädol, kvitol, sadol.

Подробное описание грамматических черт, прежде всего морфологических, изложено в книге «Наука словацкого языка». Наиболее полно в этой работе рассматриваются классификация глаголов, система спряжения, грамматические значения глагольных форм. Л. Штур, допуская в ряде случаев вариативность грамматических форм в своей норме, признавал то, что кодификация грамматики не определена окончательно и должна будет стабилизироваться в будущем. В дальнейшем некоторые черты грамматической системы штуровской нормы были заменены.

### Словообразование
Основные положения словообразования рассмотрены Л. Штуром в книге «Наука словацкого языка». В частности, он приводит классификацию уменьшительных и увеличительных суффиксов: первой ступени (síkor-ča, ďjev-ča, zvon-ec, slov-ce) и второй ступени (síkorčjat-ko, ďjevčat-ko, zvon-ček, slov-íčko). Л. Штур отмечал, что данные суффиксы выражают не только значение признака меры, но и обладают эмоционально-экспрессивным оттенком. Также Л. Штур в книге «Наука словацкого языка» описывает сложные слова и другие вопросы словацкого словообразования.

### Лексика
Л. Штур не создал отдельной работы, в которой описывалась бы лексика словацкого языка, но вопросы лексикологии рассматриваются в том или ином его лингвистическом исследовании. Так, например, в книге «Словацкое наречие или необходимость писать на этом наречии» приводится сопоставление чешских и словацких слов. Л. Штур перечисляет целый ряд словацких слов, отсутствующих в чешском языке, а также словацкие слова, сходные с чешскими, но имеющими разную семантику (чешские chudý «бедный» и sboží «товар» — словацкие chudí «худой» и zbožje «зерно, хлеб»). В своих работах Л. Штур признавал важность составления словацкого словаря, но в штуровский период ни толковый словацкий, ни двуязычный словари так и не были созданы.
В качестве одного из источников пополнения словарного состава новой литературной нормы широко использовалась народно-разговорная лексика и фразеология. Если представители языковедения старшего поколения (Я. Коллар, П. Й. Шафарик и другие) считали диалектную лексику неподходящей для литературной нормы, то Л. Штур и его сподвижники активно включали лексику народной речи в словацкий литературный язык.
Также формирование и развитие лексики словацкого языка строилось за счёт образования новых слов и заимствований из других языков. Л. Штур не был сторонником пуристических тенденций и поэтому отдавал предпочтение заимствованиям. Показательно в этом отношении его обращение к лексике чешского языка. При том, что Л. Штур пытался выразить самостоятельность словацкого языка, подчеркнуть его отличия от чешского, он считал возможным заимствовать богемизмы в тех случаях, когда чешским словам не было соответствий в словацком языке. Значительное число богемизмов в словацком относится к абстрактной лексике и научной терминологии. При заимствовании чешские слова изменялись в соответствии с правилами словацкой фонетики и морфологии. В новую словацкую норму вошли такие слова, как časopis, dejepis, dojem, kyslík, názor, poznatok, predstava, rozbor, účel, veda, zámer, životopis и многие другие. Кроме чешского источниками заимствований стали латинский, немецкий, венгерский и другие языки. Некоторое число заимствований было взято из других славянских языков, включая русский. Среди деятелей словацкого национального возрождения, поддерживавших штуровскую языковую реформу были сторонники создания лексических новообразований, предпочитавшие их заимствованиям (М. М. Годжа, С. Б. Гробонь и другие).
Новая лексика, малоизвестная или впервые вводимая в обиход, в публикациях Л. Штура и других сторонников новой литературной нормы сопровождалась разного рода пояснениями, в числе которых были указания в скобках словацких синонимов или подобных латинских, немецких, реже венгерских слов: krám (sklep), puška (flinta), znak (címer), hláska (Laut), ňedostatok (defectus), obecenstvo (publicum), pomer (relatio, der Verhältniss), pomňík (Denkmal, monumentum), zmenka (Wechsel) и т. д.

## Диалектная база

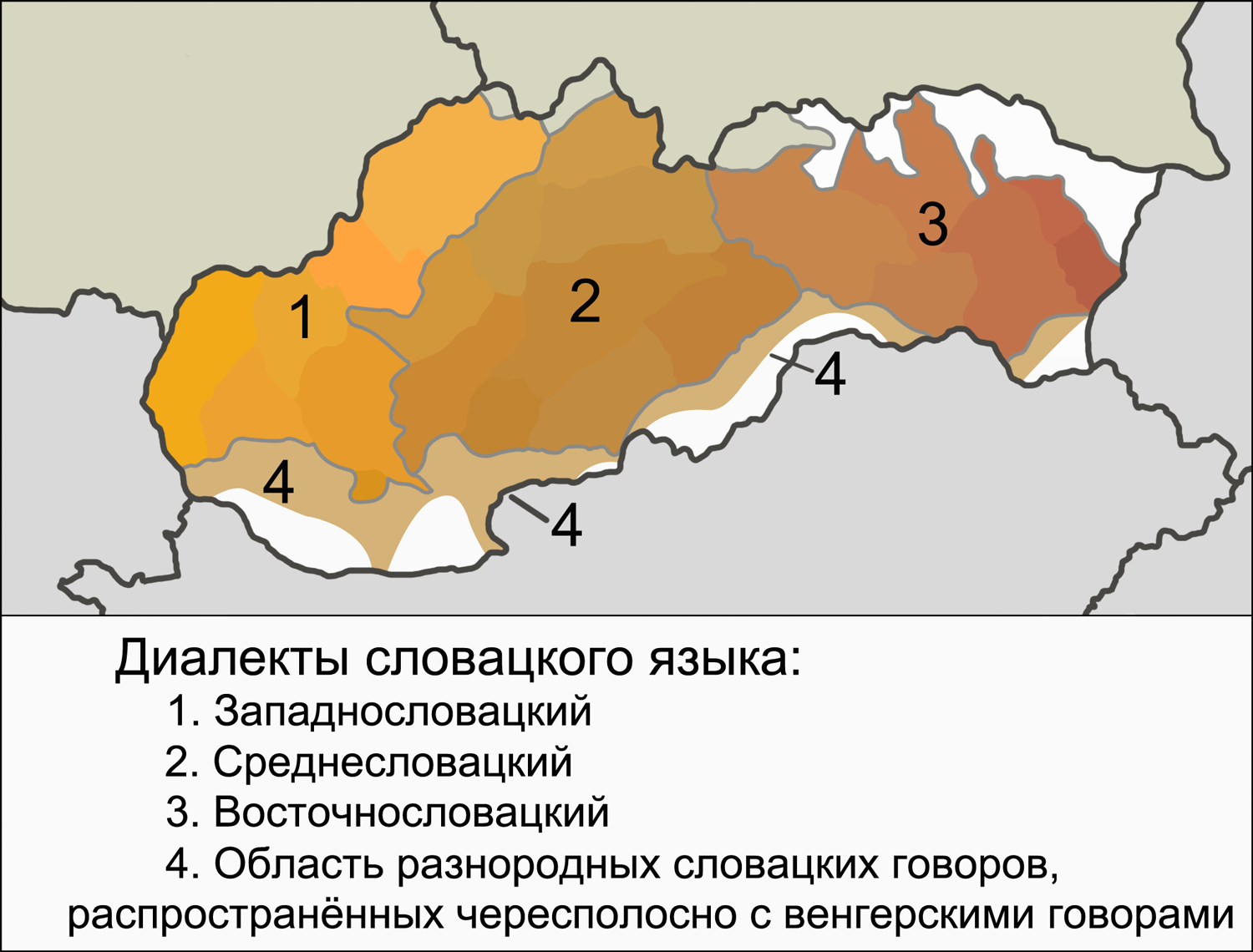
Область распространения среднесловацкого диалекта (одной из основ штуровщины) на карте диалектов словацкого языка

В основе штуровской кодификации лежат говоры среднесловацкого диалекта, которые Л. Штур характеризовал, как наиболее «чистую», правильную, широко употребительную разговорную речь. Попытки выяснить говоры какого среднесловацкого региона непосредственно легли в основу литературной нормы Л. Штура не дали результатов. Изучение фонетических и грамматических особенностей штуровщины выявило отсутствие единственного или основного диалектного источника кодификации.
Тезис о том, что основатели и реформаторы литературного словацкого языка имели в виду какой-то конкретный среднесловацкий диалект и действительно подняли его на уровень литературного языка, доказать невозможно.
В современных исследованиях по истории словацкого литературного языка вопрос о его связи с определёнными среднесловацкими говорами уже не ставится. Так же как для бернолаковской кодификации принято считать основой западнословацкий интердиалект (культурный язык), в качестве исходной базы штуровщины наиболее вероятным представляется рассматривать особую языковую форму — среднесловацкий интердиалект, который сформировался в свою очередь на основе говоров среднесловацкого диалекта с некоторым влиянием чешского литературного языкаи занимал промежуточное положение между диалектами и литературным языком. Впервые идею о том, что в основе кодификации Л. Штура лежит среднесловацкий интердиалект высказал чешский лингвист К. Горалек, данная идея была принята значительной частью исследователей словацкого языка, включая Э. Паулини и других, и получила дальнейшее развитие в их работах.
Среднесловацкий культурный язык, или интердиалект представлял собой переходную ступень от говоров среднесловацкого диалекта к национальному литературному языку. Особенностями среднесловацкого интердиалекта были влияние западнословацких говоров и устной народной словесности — языка словацких народных песен, сказок и т. п. Среднесловацкий интердиалект в отличие от западнословацкого интердиалекта был ближе к обиходно-разговорной речи, менее заметным в среднесловацком было влияние чешского литературного языка.
Стремление Л. Штура и его сторонников создать литературную норму на базе определённой группы говоров наталкивалось на сложности, связанные со значительной диалектной дробностью словацкого языкового ареала и желанием деятелей словацкого национального возрождения формировать литературную норму на основе своих родных говоров. В то же время некоторые из сподвижников предлагали создать литературную норму, основываясь не на одной, а на нескольких группах говоров. Так, Й. М. Гурбан предлагал создавать литературный язык, выбирая наиболее отточенные общесловацкие элементы из всех диалектов и групп говоров. Сам Л. Штур относил к основе своей литературной нормы «речь, на которой говорят в Турце, на Ораве, в Липтове, Зволене, Текове, Гемере, Новограде, Верхнетренчанском и Нитранском комитате и на всей Нижней земле», включая, таким образом, в неё большое число говоров на значительной территории Словакии. Но при этом он с сомнением относился к созданию литературной нормы на полидиалектной основе, полагая, что такое искусственное смешение говоров нарушит упорядоченность языкового строя новой нормы.
В исследованиях истории словацкого языка раннего периода штуровский вариант литературного языка связывали непосредственно с местными среднесловацкими говорами. Подчёркивая то, что сам Л. Штур признавал основой своей кодификации среднесловацкие говоры и вместе со своими сторонниками стремился возвести диалектную речь до уровня литературного языка, исследователи истории формирования штуровской литературной нормы рассматривали в качестве диалектной базы среднесловацкие говоры. Дискуссии по вопросу основы штуровской кодификации касались главным образом выявления конкретной группы говоров. Многие из исследователей видели в качестве исходной базы штуровщины липтовские говоры, некоторые высказывали мнение, что основой могли быть зволенские или тренчинские говоры. Дальнейшее изучение формирования штуровской нормы привело учёных к выводу, что в основе языка Л. Штура нет конкретной группы говоров, его исходная база охватывает более широкий диалектный ареал. В. Важный отметил, что Л. Штур «отобрал наиболее характерные черты, общие большей части Средней Словакии, обращая отчасти внимание также на словацкий запад и восток». Л. Новак, в частности, пришёл к выводу, что основой штуровщины являются фонетические и морфологические системы среднесловацкого типа. В своей первой книге по истории словацкого литературного языка заключил, что Л. Штур «стремился внести в свой литературный язык то, что является типичным для среднесловацких диалектов, некое койне среднесловацких диалектов».

## Критика
Изначально кодификация нового варианта литературного языка была направлена на создание единого языка для всех словаков. Но создание новой нормы в словацком обществе было воспринято далеко неоднозначно, было затрачено немало времени и сил на распространение штуровских норм словацкого языка среди всех словаков.
В самом начале появления новой литературной нормы произошло ещё большее дробление в словацком обществе, так как немногие словаки восприняли штуровскую языковую реформу. Сторонниками штуровщины стала в основном часть словаков-протестантов. Остальные словаки продолжали придерживаться прежних литературных языков — бернолаковского (католики) и чешского (часть протестантов).
Наиболее активно дискуссии по вопросу о литературном языке в словацком обществе развернулись в 1840-х годах. Различия во взглядах на проблему словацкого языка определялись не только разным пониманием языковых норм и определяющих тенденций языкового развития, но и политическими, идеологическими и национально-культурными соображениями той или иной социальной группы словацкого общества, а также отношениями с чешским и венгерским национальными движениями.
В среде словаков-протестантов штуровская кодификация нашла поддержку прежде всего среди молодого поколения представителей национального движения. Против нового литературного языка выступили словаки протестантского вероисповедания старшего поколения, такие как Я. Коллар, П. Й. Шафарик, И. Палкович и другие, которые учились на чешском языке, воспитывались под влиянием чешской литературы и культуры, всю свою жизнь использовали в качестве письменного как правило чешский язык и которых чешский язык неразрывно связывал с их религией. Многие словаки-протестанты старшего поколения долгое время не решались принять штуровскую литературную норму, некоторые из них продолжили и дальше пользоваться чешским языком.
Среди словацкой интеллигенции католического вероисповедания также не было единогласия. Одна часть католиков продолжила использовать бернолаковскую норму (М. Гамульяк, М. Решетка и другие), другая часть поддержала штуровский литературный язык (Э. Герометта, Ю. Голчек, М. Храстек, Ю. Плошиц и другие). Были среди словаков-католиков и такие, кто соглашался перейти на новую штуровскую норму при условии её сближения с бернолаковской. Л. Штур и его последователи старались привлечь на свою сторону католическую часть словацкого общества, вместе с которыми их связывало понимание того, что литературным языком словаков должен быть словацкий, а не чешский. Л. Штур признавал то, что А. Бернолак и его сподвижники стояли у истоков словацкой литературной нормы и своим примером вдохновили часть словаков-протестантов на создание её нового варианта. Бернолаковская кодификация, по его мнению, была важнейшим этапом на пути создания штуровской нормы.
Представители чешского национального движения встретили языковую реформу Л. Штура резко негативно. Кодификацию словацкого литературного языка они рассматривали как деятельность, раскалывающую общность чехов и словаков, разрушающую их литературно-языковое единство. Критические публикации, посвящённые нормированию самостоятельного словацкого языка, появились во многих чешских газетах и журналах. В 1846 году в Праге Я. Коллар издал книгу «Голоса о необходимости единства литературного языка для чехов, мораван и словаков», в которую были включены статьи чешских и словацких авторов, прямо или косвенно направленных против языковой реформы Л. Штура. В издание вошли высказывания и статьи как самого Я. Коллара, так и Ф. Палацкого, Й. Юнгмана, Ф. Шембера, П. Й. Шафарика, Й. Заборского, Я. Халупки, а также уже умерших Й. Добровского, Я. А. Коменского и Б. Таблица. Мнения авторов статей были выражены по-разному. Если, например, Я. Коллар подверг несущую, по его мнению, угрозу славянскому и, в частности, чешско-словацкому единству, реформу Л. Штура резкой критике, называя штуровщину языком пастухов и кучеров, кухонной речью и т. д., то Ф. Палацкий с пониманием отнёсся к стремлению Л. Штура и его сторонников к пробуждению словацкого народа и к объединению католической и протестантской частей словацкого общества, но называл попытку создания литературного словацкого языка заблуждением. В то же время среди чехов были и немногочисленные сторонники штуровской языковой реформы: Я. Кадави, Й.-В. Фрич и другие.
Все сокровища чешской литературы, есть и всегда будут самым близким достоянием словака наряду с его словацким языком.
Дискутируя со сторонниками чешского языка как единого для чехов и словаков Л. Штур и его сподвижники отмечали неоценимую роль чешского языка в словацкой культурной жизни, подчёркивали важность сохранения дальнейшей связи чешской и словацкой культур, но настаивали при этом на праве словаков иметь свой собственный литературный язык.
Представители венгерского национально-освободительного движения обвиняли Л. Штура и его сторонников в панславистских настроениях, несущих угрозу единству венгерской нации и венгерской государственности. Отвечая на эти обвинения, Л. Штур и его сторонники, рассматривавшие в то время возможность развития словацкой нации, словацкого языка и культуры в рамках Венгерского государства, заявляли, что словаки являются одним из главных народов Венгерского королевства, они остаются преданными гражданами своей родины и усиление национального словацкого самосознания, формирование словацкого языка и развитие своей культуры не противоречит их патриотическим настроениям.
Кодификация Л. Штура критически оценивалась и его сподвижниками из числа словаков-протестантов. Споры велись в основном относительно того или иного положения литературной нормы. Одним из наиболее известных сторонников Л. Штура, который возражал против ряда норм правописания, фонетики и грамматики штуровщины, был М. М. Годжа. Он считал, что при кодификации словацкого языка большое значение имеют факты его истории, сравнение со старославянским и другими славянскими языками. В соответствии с этим М. М. Годжа предлагал вернуть в правописание словацкого языка букву y в позиции после твёрдых согласных, ввести в систему вокализма гласный звук ä, нормировать написание форм глаголов прошедшего времени с конечным -l. Л. Штур проявлял готовность к компромиссам, он считал возможным изменять, уточнять и дополнять некоторые дискуссионные вопросы предложенной им кодификации. Так, в его поздних работах и редакторской практике отмечаются некоторые отступления от первоначальных кодификаторских установок.

## Начало функционирования штуровщины
8 и 9 августа 1847 года в Чахтицах состоялось собрание культурно-просветительского общества «Татрин», на котором представители католической и протестантской общин договорились о введении нового единого словацкого литературного языка. Несмотря на то, что ряд вопросов новой кодификации остался нерешённым (их предполагалось рассмотреть позднее), главным результатом этой встречи было принципиальное согласие двух конфессиональных общин словацкого народа придерживаться единых языковых норм, создав общенациональный словацкий литературный язык, сплотив тем самым силы словацкого национального движения.
В конце 1840-х годов штуровская норма словацкого литературного языка постепенно начинала входить в употребление в общественной и культурной сфере словацкого народа. На штуровщине стали печатать газеты и журналы, создавать художественные произведения, издавать научную публицистику, вести переписку и т. д. Наиболее показательным было появление поэзии и прозы на штуровской норме. Штуровщина, тесно связанная с народно-разговорной речью, предполагала активное развитие литературного творчества. В числе первых авторов, писавших на штуровском языке, были А. Сладкович, Я. Краль, С. Халупка, Я. Ботто, Я. Матушка, Б. Гробонь, Я. Калинчак, Й. М. Гурбан, Б. Носак и другие. Распространение данных литературных произведений среди словаков способствовали усилению авторитета и значимости новой языковой нормы в общенациональном масштабе.
После революции 1847—1848 годов, особенно в первое десятилетие, будущее штуровщины было неопределённым, даже появлялись сомнения в том, что эта словацкая литературная норма вообще сохранится. Сфера употребления штуровского варианта словацкого языка заметно сократилась. Политика Австро-Венгрии, направленная на подавление национально-освободительного движения в тех регионах империи, которые были населены этническими меньшинствами, коснулась также вопросов культуры и языка. Государственным языком для жителей Австро-Венгрии стал немецкий язык, укрепились позиции венгерского языка, монополизировавшего функции языка школьного обучения и языка администрации, в венгерской части империи (в том числе и на территории Словакии). Также в ряде католических школ обучение велось на бернолаковском языке, среди словаков-протестантов продолжал использоваться чешский язык (прежде всего, как язык богослужения). Кроме того, в 1851 году по рекомендации Я. Коллара был введён в употребление так называемый «старословацкий литературный язык» в сферах административного управления, в печатных изданиях и в школах. Языковая ситуация в Словакии в послереволюционную эпоху, осложнённая наличием нескольких языков и языковых форм, характеризовалась неопределённостью в ориентации на какую-либо из имевшихся в то время норм словацкого языка, а также неустойчивостью и вариативностью той или иной языковой нормы. Тексты разных авторов, написанные на одном варианте литературного языка, могли заметно отличаться. Одно и то же печатное издание того времени могло издаваться вначале на штуровщине, затем на старословацком, затем снова на штуровщине, но уже подвергшейся некоторым изменениям. В сложившихся условиях необходимость компромисса в отношении норм единого литературного языка словаков приобрела важнейшее значение для словацкого национального возрождения.

## Языковая реформа Годжи-Гатталы
Практическая реализация договора о едином словацком языке, заключённого в Чахтицах представителями католической и протестантской общин Словакии, была осуществлена только лишь после революции 1847—1848 годов. Компромиссный вариант литературного языка для словаков был нормирован в 1851 году усилиями М. М. Годжи и М. Гатталы. Изменения литературных норм словацкого языка получили название языковой реформы Годжи-Гатталы.
В октябре 1851 года в Братиславе состоялось собрание наиболее известных деятелей словацкого национального движения, представлявших как католическую, так и протестантскую общину, на котором были окончательно утверждены единые нормы словацкого литературного языка, устроившие каждую из сторон. Данные нормы были задокументированы католическим священником М. Гатталой в издании «Краткая словацкая грамматика», предисловие к этой грамматике было подписано М. М. Годжей, Й. М. Гурбаном, Л. Штуром, Я. Палариком, А, Радлинским и Ш. Заводником.
Новая кодификация словацкого литературного языка, осуществлённая М. Гатталой, в целом сохранила среднесловацкую основу и большинство кодификаторских положений штуровщины (в связи с чем её иногда называют в научной литературе «исправленная штуровщина»), при этом произошло заметное сближение новой нормы с чешским и словацким бернолаковским языками. Изменения коснулись прежде всего орфографии, отчасти были исправлены некоторые нормы в фонетике и грамматике. Так, в норме М. Гатталы введены элементы историко-этимологического принципа правописания, в связи с чем восстановлено употребление буквы y. В области фонетики введён звук [ä] (и, соответственно, буква ä). Вместо ja, je, обозначавших дифтонги в штуровщине, было принято написание ia, ie, а вместо uo — буква ó. В склонении существительных среднего рода в форме именительного падежа единственного числа вместо окончания -ja было введено окончание -ie, а также вариативные окончания -a и -á. В существительных в форме местного падежа множественного падежа мужского рода было зафиксировано окончание -och при допускаемом также окончании -jech. Кроме того, были узаконены формы звательного падежа типа Chlape! Dube! В склонении прилагательных были заменены окончания -uo, -jeho, -jemu на окончания -é, -ého, -ému. Было зафиксировано написание глаголов в форме прошедшего времени с окончанием -l и т. д.